# 찰옥수수

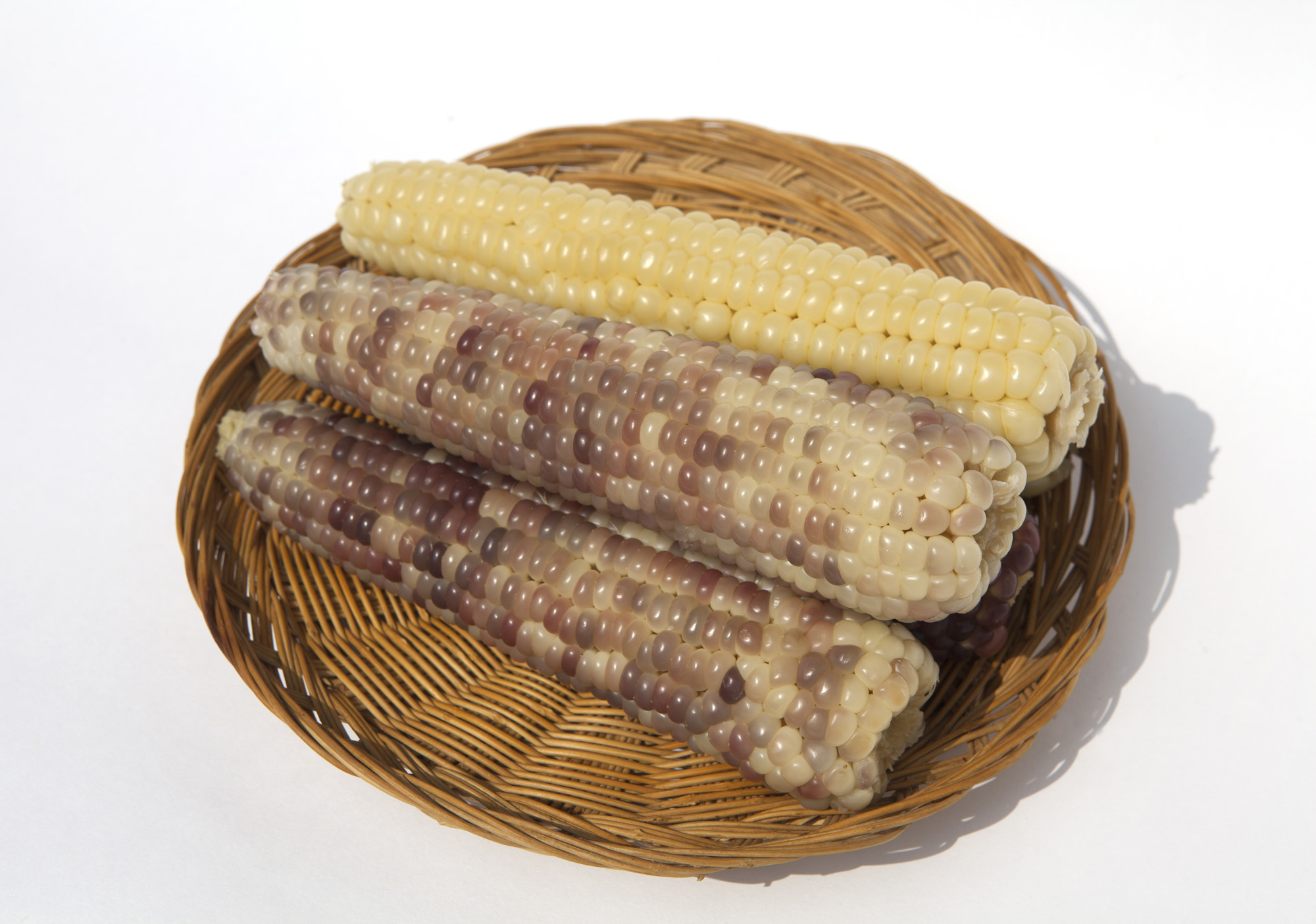
찐 찰옥수수

찰옥수수(문화어: 찰강냉이)는 찰기가 있는 옥수수이다.

## 같이 보기
- 초당옥수수